# UC 44
UC 44 war ein deutsches U-Boot vom Typ UC II, das der Nachrichtendienst der Royal Navy nach britischer Darstellung am 5. August 1917 vor Waterford an der irischen Südküste in einen von diesem arrangierten Hinterhalt gelockt hatte, um die Signalbücher zu erbeuten. Bis auf den Kommandanten Kapitänleutnant Kurt Tebbenjohanns kam die gesamte 29-köpfige Besatzung ums Leben; das Wrack wurde geborgen und verschrottet.

## Geschichte
UC 44 wurde auf der Hamburger Werft der AG Vulcan gebaut. Das Boot lief am 10. Oktober 1916 vom Stapel und wurde am 4. November in Dienst gestellt.
Offenbar wurde UC 44 ab Mai 1917 zum Minenlegen an der irischen Südküste eingesetzt.
Am 5. August frühmorgens begann UC 44 mit einer Minenoperation im Hafen von Waterford. Hier waren bereits von UC 44 selbst sowie von UC 42 Minen gelegt worden, die aber von britischer Seite bereits wieder geräumt worden waren. Kommandant Kurt Tebbenjohanns (* 20. November 1885 - † ?) befand sich mit zwei weiteren Besatzungsmitgliedern im Turm des Bootes, als eine starke Explosion erfolgte, die das Boot sofort zum Sinken brachte.
Durch nicht beantwortete Klopfsignale stellte Tebbenjohanns auf dem Grund des Hafenbeckens fest, dass es im Rumpf offenbar keine Überlebenden gab. Das Boot lag auf gut 30 Meter Wassertiefe. Tebbenjohanns öffnete das Luk und die drei Überlebenden wurden nach Ausgleich des Wasserdrucks nach außen an die Wasseroberfläche geschleudert. Durch die starke Strömung wurden die beiden anderen Überlebenden abgetrieben und blieben verschollen, Tebbenjohanns wurde nach eineinhalb Stunden durch zwei irische Fischer gerettet.
Er wurde noch am selben Tag von den britischen Behörden vernommen, später offenbar vom Chef des Marinenachrichtendienstes, William Reginald Hall, persönlich. Angeblich erfuhr der Kommandant erst nach Kriegsende, dass seine Besatzung und er das Opfer einer Kriegslist gewesen waren. Hall war bekannt, dass die Kaiserliche Marine einige Signalschlüssel verändert hatten. Um an die neuen Codes zu gelangen, wurde geplant, ein U-Boot oder Luftfahrzeug abzufangen und die Signalbücher zu bergen. Da die deutschen Minenaktivitäten im Hafen von Waterford bekannt waren, wurden Minen, die UC 42 am 14. Juni 1917 im Hafen gelegt hatte, nicht geräumt, wie von deutscher Seite erwartet worden war. Sie wurden bewusst vor Ort gelassen, um den nächsten Minenleger so stark zu beschädigen oder zumindest in flachen Gewässern zu versenken, dass das Wrack abgeborgen werden konnte.
Das Wrack von UC 44 wurde am 26. September 1917 gehoben und in eine nahe Bucht geschleppt. Die Leichen der Gefallenen wurden beigesetzt, das Boot eingehend untersucht, vor allem seine Funkanlagen:
„… On board they found a valuable set of secret documents and detailed charts laying out the precise courses that U-boats should steer to pass safeley through the “impregnable” Dover Strait. Not only did the charts show the courses, they also indicated the depths at which the submarines should travel, together with dates, times and tides ...“
UC 42 sank am 10. September 1917 aufgrund einer Mineneigenexplosion vor der südirischen Küste nahe Cork. Das Wrack enthält noch Minen, die angeblich 2015 geborgen werden sollten. Neueres ist nicht bekannt.